# Капуста Григорій Матвійович
 Григорій Матвійович Капуста (народився у с. Прогної (сучасне с. Геройське Херсонської області) у середині XIX ст. — помер імовірно у 1920-тих роках) — український підприємець, власник солепромислів та великої кількості земель на Кінбурнській косі.

## З біографії
Походив із давнього козацького роду. Цей рід бере початок з Івана Карповича Капусти, батько якого служив осавулом у війську Богдана Хмельницького.
У період Руїни (друга половина XVII ст.) Іван опинився на Січі і був відряджений кошовим отаманом на Кінбурн, де працював наглядачем на рибних промислах та соляних озерах. Добре освічений, він легко опанував татарську мову і часто виконував роль тлумача у співвідносинах із чиновниками кримського хана.
За бездоганну службу отримав від кошового право на оренду соляного озера. Одружився з місцевою дівчиною, яка добре розумілася на рибальстві. Так почалося становлення родини на Кінбурнській землі.
Онуки Івана — Ілля та Григорій — брали участь у Кінбурнській битві 1787 р., спорядивши власне судно.
Матвій Григорович Капуста та його сини Григорій, Антон та Іван продовжили справу свого пра-прадіда Івана й на початку XX ст. були найбагатшою родиною на півострові. Мали два торговельних судна, економію, добре розвинене тваринницьке господарство, напрямами якого були вівчарство і конярство. Однак головним джерелом прибутку залишався соляний промисел, власниками якого вони були.
У родині з великою пошаною ставилися до освіти. У 1904 році Григорій Матвійович Капуста на власні кошти збудував школу, якою опікувався до кінця свого життя. У 1896 р. сприяв відкриттю двокласної церковно-приходської школи у с. Василівка, де першою вчителькою стала його донька Ганна Григорівна. Був церковним старостою. За власний кошт збудував у с. Прогної собор Казанської Божої Матері, освячений 17 жовтня 1900 року.
На початку 1920 року його було заарештовано радянською владою. Після арешту тримали в храмі, сильно били, потім закривавленого посадили на баркас і десь вивезли. Був період громадянської війни, влада часто змінювалась, тож з'ясувати подальшу його долю важко.
До кінця 30-х років XX ст. було репресовано більшість нащадків козацького роду. Нині на Кінбурні немає мешканців із прізвищем Капуста, але чимало топонімів свідчать про діяльність родини на півострові — Капустяний сарай, озеро Капустяне, Млинове озеро, Панська сага.